# Ice Road Terror
Ice Road Terror ist ein US-amerikanischer Tierhorrorfernsehfilm aus dem Jahr 2011 von Terry Ingram. In den Hauptrollen sind Brea Grant, Ty Olsson und Dylan Neal zu sehen.

## Handlung
In Alaska werden mittels Sprengungen Diamanten abgebaut. Während einer Sprengung verunglückt unter mysteriösen Umständen einer der Arbeiter. Später kriecht aus einem Erdloch ein riesiges waranähnliches Tier und läuft Amok. Es kommt zu großen Verlusten unter den Arbeitern.
Die Trucker Jack und Neil sollen hochexplosive Ware zu eben dieser abgelegenen Mine in Alaska liefern. Auf ihrer Fahrt werden sie von der jungen Umweltwissenschaftlerin Rachel begleitet, die prüfen soll, ob beim Diamantabbau alle Vorschriften eingehalten werden. Als sie an der Mine eintreffen, stoßen sie auf die Leichen der Arbeiter und später auf das Monster. Sie retten die Überlebenden Karl Kruger und Tanner und treten die Flucht an. Rachel identifiziert die Echse als Predator X, einen Pliosaurier.
Die Echse holt die Trucks allerdings rasch ein und zieht Tanner aus dem Fahrzeug. Nachdem Jacks Truck von der Echse zerstört wurde, können er und Rachel sich in Neils Truck retten zu eben diesem und Karl Kruger, dem letzten der Überlebenden der Mine. Als dieser Rachel während einer Pause über seine Feigheit während des Monsterangriffs bei der Mine beichtet und gesteht, dass er nur sich selbst retten würde, wird er durch das gefrorene Meer von einer Kreatur gepackt und ins Wasser gezogen. Zu dritt setzen Rackel, Jack und Neil ihre Fahrt fort.
Als die Echse dann doch auch den zweiten Truck zerstören kann, wandert die Gruppe durch die vereiste Landschaft zum Café des älteren Ehepaars Beryl und Terry Lowman. Als auch die Echse dort eintrifft, wird beschlossen, sie zu töten. Der Versuch scheitert, als die Echse den einzig bewaffneten Jack bewusstlos schlägt und Terry verschleppt. Beryl eilt hinterher, kann aber nur noch den Leichnam bergen. Als die Echse zurückkehrt, dringt sie in das Haus ein und frisst Neil. Schließlich kann Jack die Echse mit einem Flammenwerfer töten und ein neues Leben mit Rachel beginnen.

## Hintergrund
Das Budget lag bei geschätzten 2 Mio. US-Dollar. Gedreht wurde in Squamish, Britannia Beach und Pitt Meadows in British Columbia.

## Rezeption
„Gänzlich gescheiterter Versuch, einen Monsterfilm mit „Alien“-Zitaten in Kombination mit „Männerfilm“ über Extremautofahren zu realisieren.“

„Billig getrickste Echsenshow.“

Cinema bezeichnet den Film außerdem als „Horrortrash“. Außerdem wird geurteilt, dass das „Ungetüm einem verrückten Salamander“ ähnelte.
Im Audience Score auf Rotten Tomatoes kommt der Film bei weniger als 50 Nutzerbewertungen auf eine schlechte Wertung von nur 11 %. In der Internet Movie Database hat der Film bei knapp 800 Stimmenabgaben eine Wertung von 3,4 von 10,0 möglichen Sternen.